# Saint-Soupplets
Ne doit pas être confondu avec Saint-Souplet, commune du Nord ou Saint-Souplet-sur-Py, commune de la Marne
Saint-Soupplets est une commune française située dans le département de Seine-et-Marne en région Île-de-France.

## Géographie

### Localisation

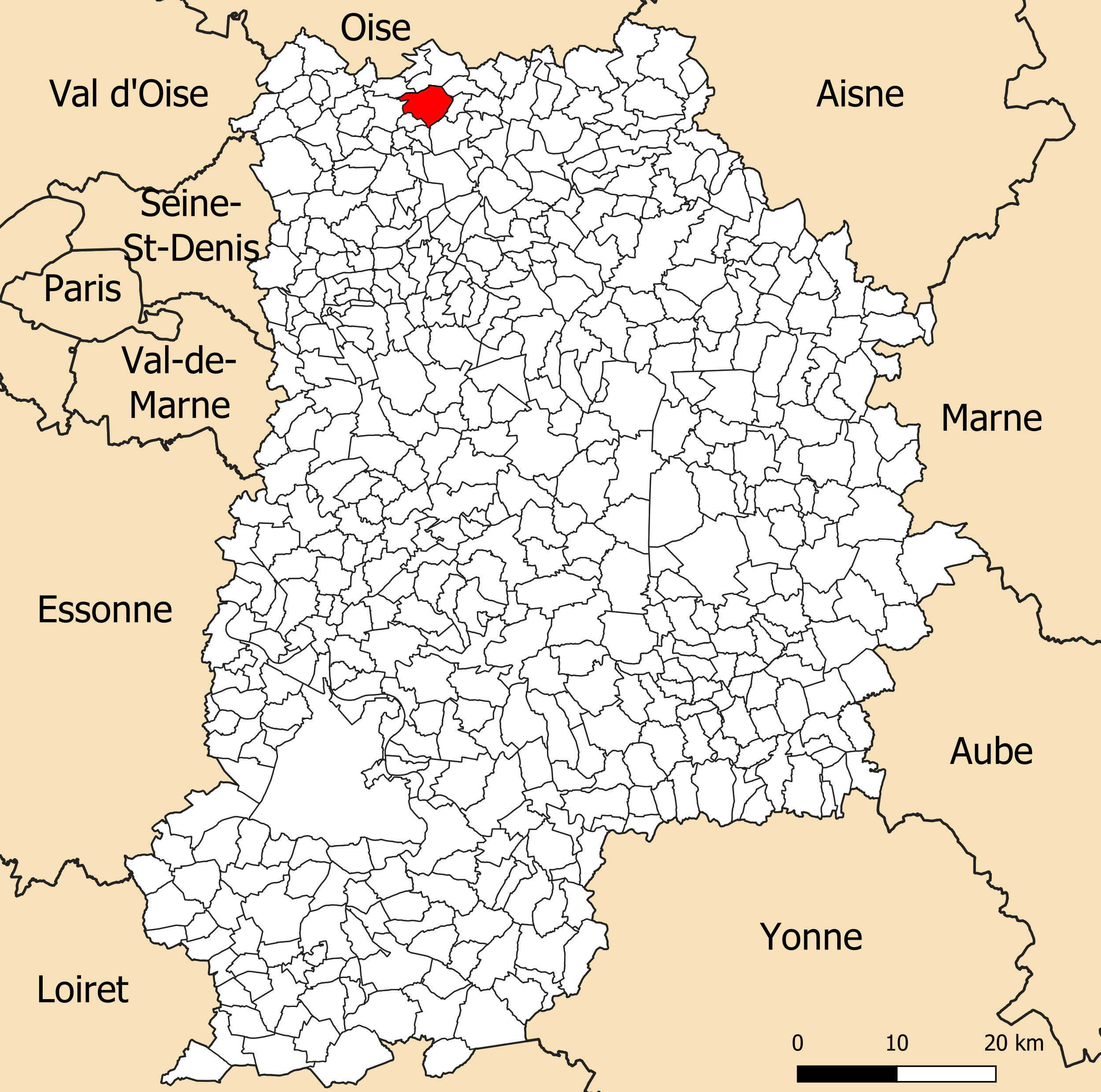
Localisation de la commune de Saint-Soupplets dans le département de Seine-et-Marne.

La ville est à 46 km de Paris.

### Communes limitrophes
| Marchémoret     | Oissery             | Forfry              |
| Montgé-en-Goële | Saint-Soupplets     | Gesvres-le-Chapitre |
| Cuisy           | Le Plessis-l'Évêque | Monthyon            |

### Géologie et relief
La commune est classée en zone de sismicité 1, correspondant à une sismicité très faible.
L'altitude varie de 179 mètres pour le point le plus haut à 88 mètres, le bourg se situant à environ 115 mètres d'altitude.

### Hydrographie

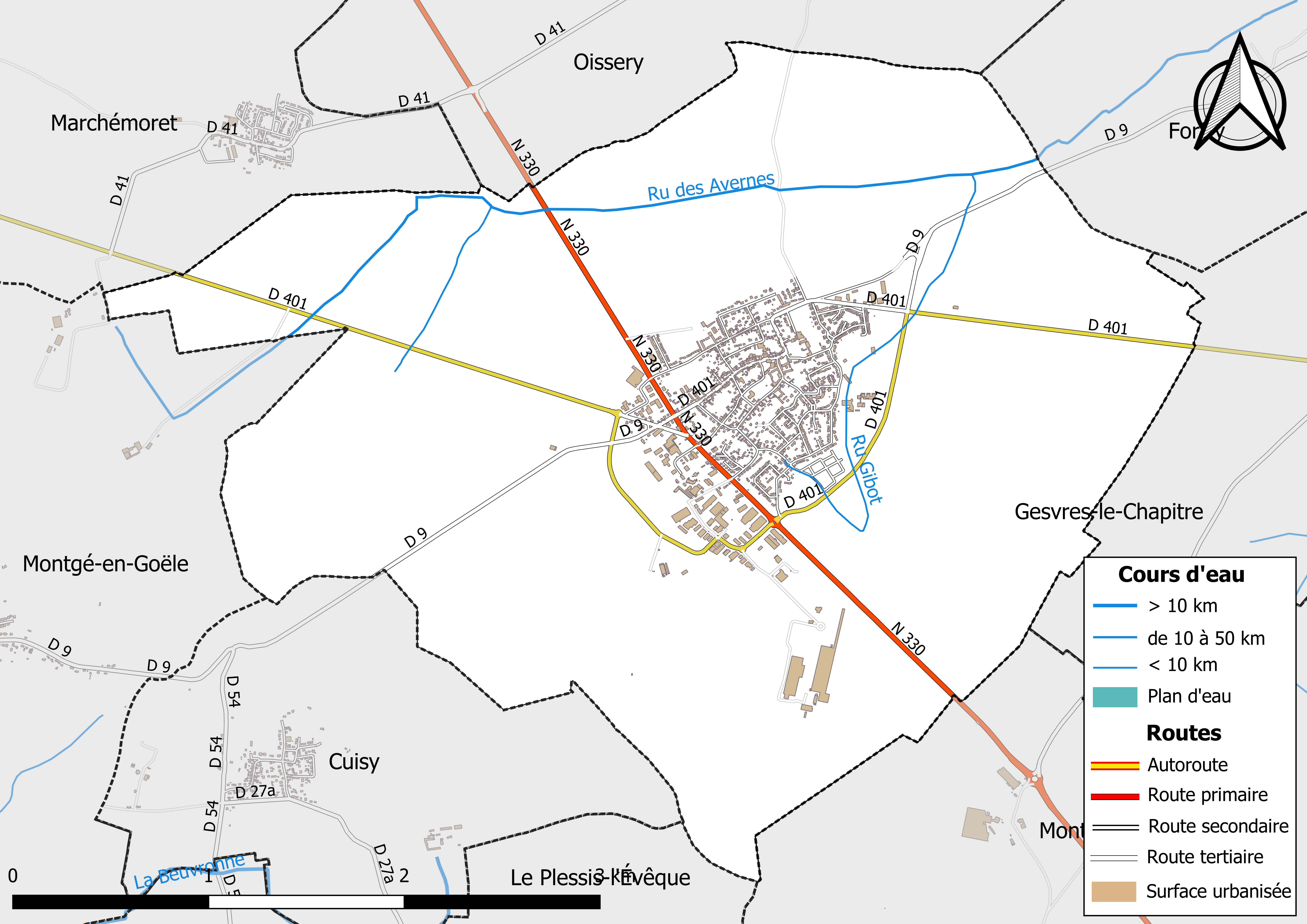
Carte des réseaux hydrographique et routier de Saint-Soupplets.

Le réseau hydrographique de la commune se compose de  trois cours d'eau référencés :
- le ru des Avernes, 8,16 km[3], affluent de la Therouanne ;
  - le ru de la Fontaine Saint-Jean, 1,02 km[4], et ;
  - le ru Gibot, 2,72 km[5], affluents du ru des Avernes.

La longueur totale des cours d'eau sur la commune est de 7,69 km.

### Climat
Pour des articles plus généraux, voir Climat de l'Île-de-France et Climat de Seine-et-Marne.
En 2010, le climat de la commune est de type climat océanique dégradé des plaines du Centre et du Nord, selon une étude du CNRS s'appuyant sur une série de données couvrant la période 1971-2000. En 2020, Météo-France publie une typologie des climats de la France métropolitaine dans laquelle la commune est exposée à un climat océanique altéré et est dans la région climatique Nord-est du bassin Parisien, caractérisée par un ensoleillement médiocre, une pluviométrie moyenne régulièrement répartie au cours de l’année et un hiver froid (3 °C).
Pour la période 1971-2000, la température annuelle moyenne est de 10,9 °C, avec une amplitude thermique annuelle de 15,1 °C. Le cumul annuel moyen de précipitations est de 727 mm, avec 11,3 jours de précipitations en janvier et 8,3 jours en juillet. Pour la période 1991-2020, la température moyenne annuelle observée sur la station météorologique la plus proche, située sur la commune du Plessis-Belleville à 8 km à vol d'oiseau, est de 11,4 °C et le cumul annuel moyen de précipitations est de 661,7 mm,. Pour l'avenir, les paramètres climatiques de la commune estimés pour 2050 selon différents scénarios d'émission de gaz à effet de serre sont consultables sur un site dédié publié par Météo-France en novembre 2022.

### Milieux naturels et biodiversité

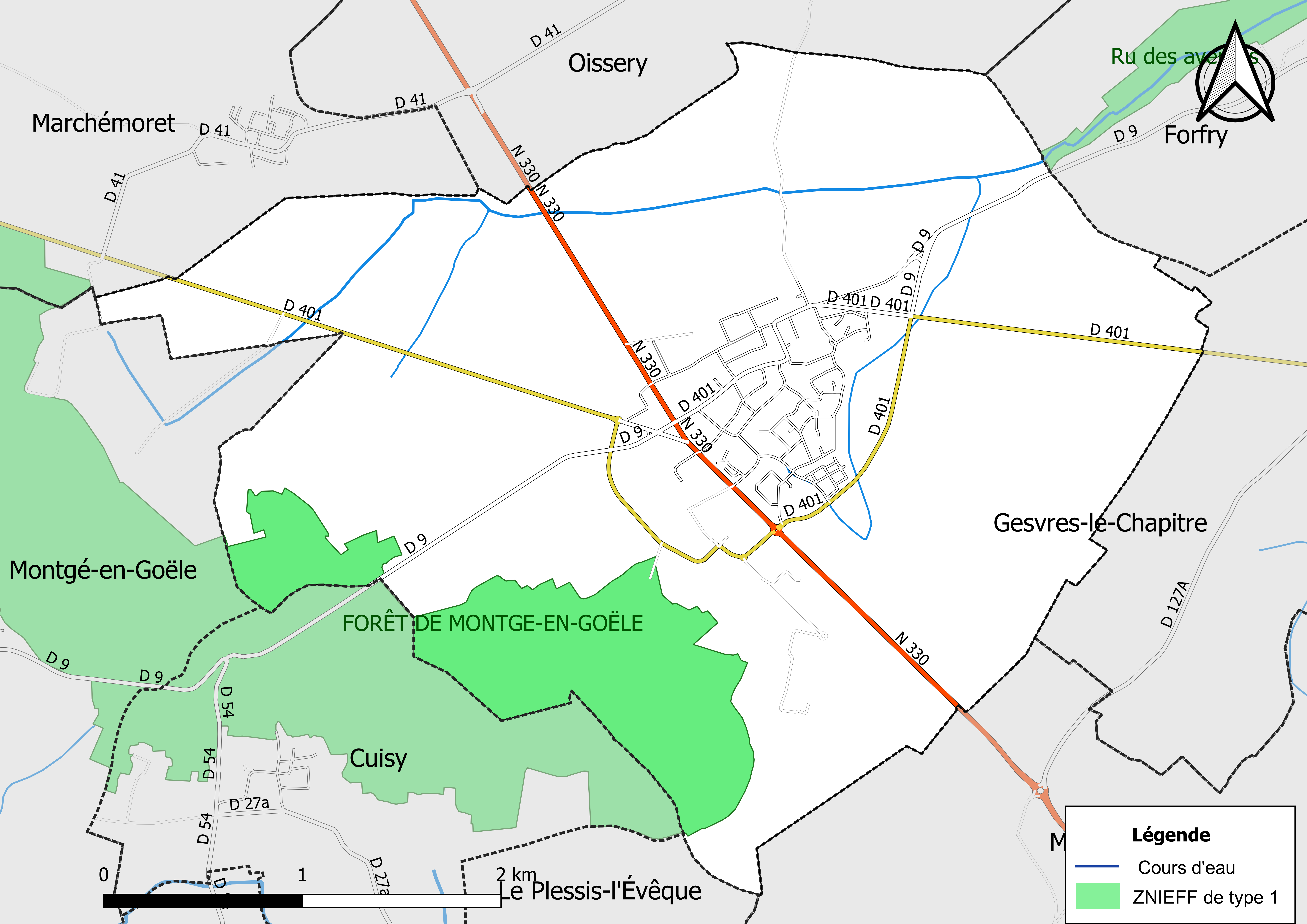
Carte des ZNIEFF de type 1 localisées sur la commune.

L’inventaire des zones naturelles d'intérêt écologique, faunistique et floristique (ZNIEFF) a pour objectif de réaliser une couverture des zones les plus intéressantes sur le plan écologique, essentiellement dans la perspective d’améliorer la connaissance du patrimoine naturel national et de fournir aux différents décideurs un outil d’aide à la prise en compte de l’environnement dans l’aménagement du territoire.
Le territoire communal de Saint-Soupplets comprend une ZNIEFF de type 1,,, 
la « Forêt de Montge-en-Goële » (804,67 ha), couvrant 5 communes du département.

## Urbanisme

### Typologie
Au 1er janvier 2024, Saint-Soupplets est catégorisée bourg rural, selon la nouvelle grille communale de densité à sept niveaux définie par l'Insee en 2022.
Elle appartient à l'unité urbaine de Saint-Soupplets, une unité urbaine monocommunale constituant une ville isolée,. Par ailleurs la commune fait partie de l'aire d'attraction de Paris, dont elle est une commune de la couronne,. Cette aire regroupe 1 929 communes,.

### Lieux-dits et écarts
La commune compte 68 lieux-dits administratifs répertoriés consultables ici.

### Occupation des sols
L'occupation des sols de la commune, telle qu'elle ressort de la base de données européenne d’occupation biophysique des sols Corine Land Cover (CLC), est marquée par l'importance des territoires agricoles (72,3 % en 2018), en diminution par rapport à 1990 (76,2 %). La répartition détaillée en 2018 est la suivante : 
terres arables (72,3 %), forêts (9,7 %), zones industrielles ou commerciales et réseaux de communication (7 %), zones urbanisées (6,6 %), mines, décharges et chantiers (4,3 %).
Parallèlement, L'Institut Paris Région, agence d'urbanisme de la région Île-de-France, a mis en place un inventaire numérique de l'occupation du sol de l'Île-de-France, dénommé le MOS (Mode d'occupation du sol), actualisé régulièrement depuis sa première édition en 1982. Réalisé à partir de photos aériennes, le Mos distingue les espaces naturels, agricoles et forestiers mais aussi les espaces urbains (habitat, infrastructures, équipements, activités économiques, etc.) selon une classification pouvant aller jusqu'à 81 postes, différente de celle de Corine Land Cover,,. L'Institut met également à disposition des outils permettant de visualiser par photo aérienne l'évolution de l'occupation des sols de la commune entre 1949 et 2018.

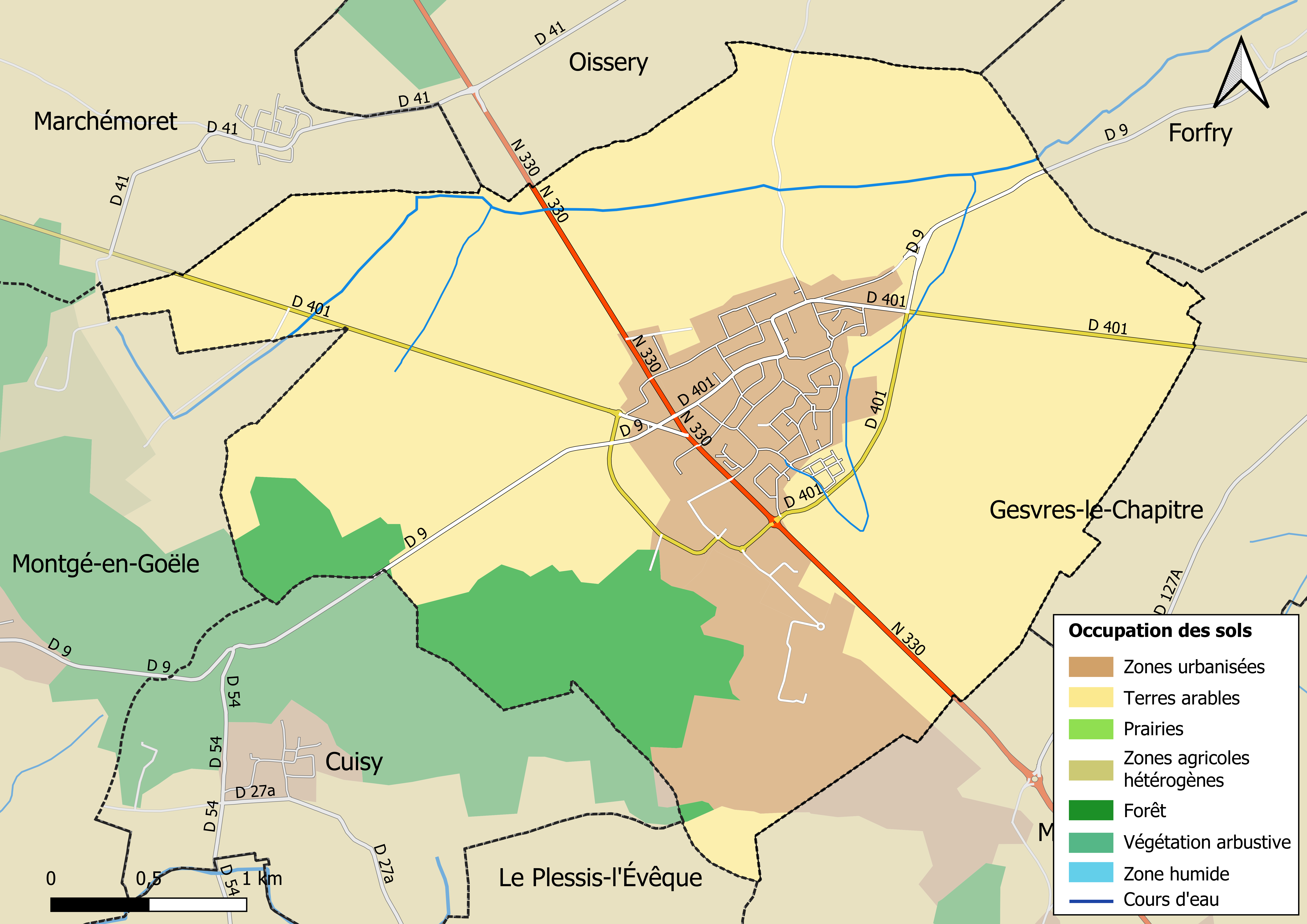
Carte des infrastructures et de l'occupation des sols en 2018 (CLC) de la commune.
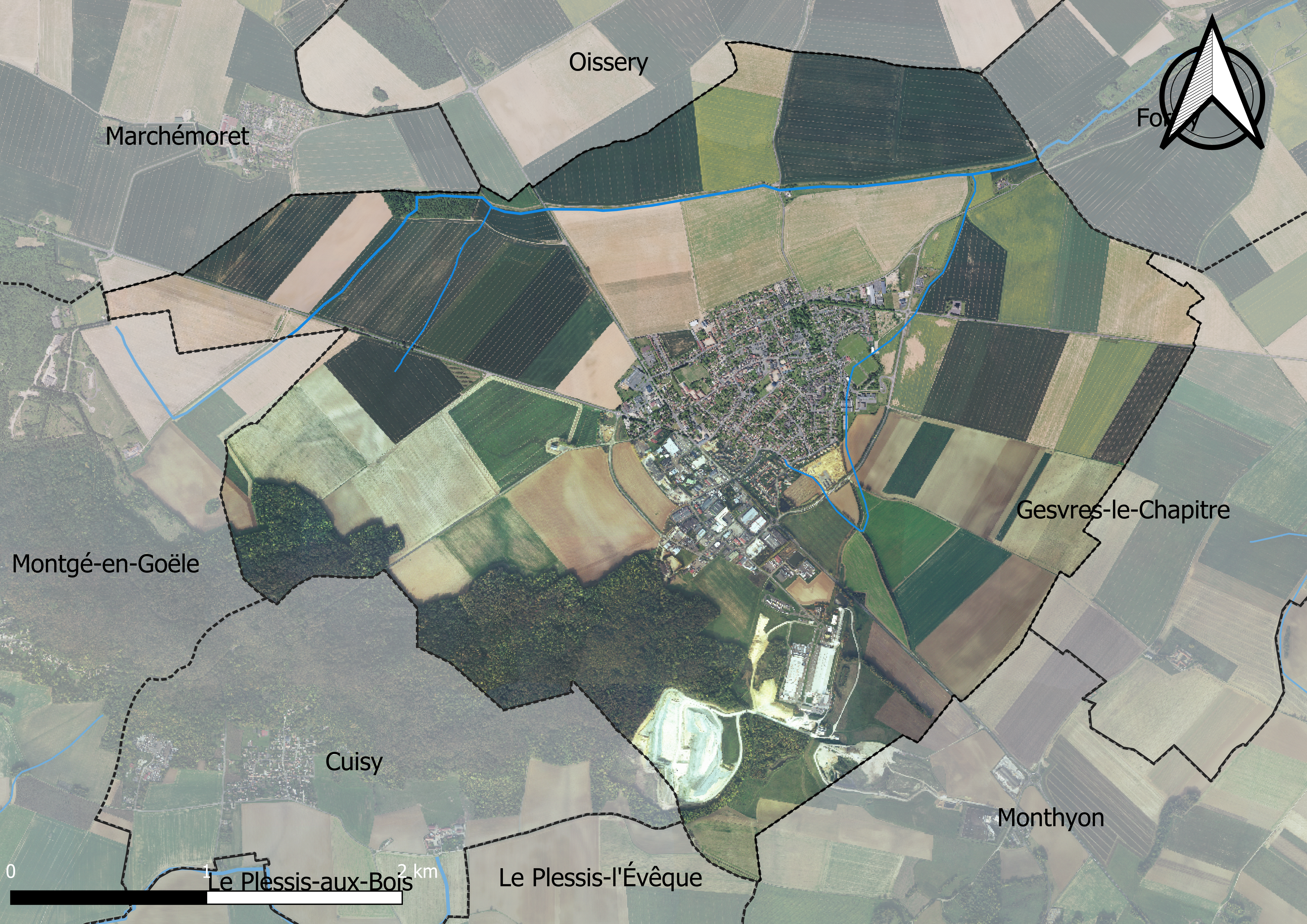
Carte orhophotogrammétrique de la commune.

### Planification
La commune, en 2019, avait engagé l'élaboration d'un plan local d'urbanisme intercommunal couvrant le territoire de la communauté de communes des Deux Morin, prescrit le 28 juin 2018, était en élaboration,.

### Logement
En 2016, le nombre total de logements dans la commune était de 1 261 dont 79,2 % de maisons et 20,5 % d'appartements.
Parmi ces logements, 94,8 % étaient des résidences principales, 0,6 % des résidences secondaires et 4,6 % des logements vacants.
La part des ménages fiscaux propriétaires de leur résidence principale s'élevait à 69,5 % contre 25,9 % de locataires dont, 11,1 % de logements HLM loués vides (logements sociaux) et, 4,6 % logés gratuitement.

## Toponymie
Le nom de la localité est mentionné sous les formes Sanctus Sulpicius en 1107 ; Sanctus Supplicius en 1112 ; Sanctus Suplicius vers 1145 ; Saint Soplet en 1220 ; Sanctus Suppletus en 1227 ; Saint Souplés et Saint Souplise en 1274 ; Sainct Soupplet en 1279 ; Saint Souplest en 1468 ; Saint-Souplist et Saint Suppletz en 1494 ; Saint Soupplets en Mulcien en 1578 ; Saint-Suplex en 1783 ; Saint Souplest en 1841.
Saint Soupplets est la déformation de saint Sulpice. L'église paroissiale est sous le vocable de saint Sulpice.

## Histoire
Le 8 septembre 1914, le général Maunoury établit le quartier général de la 6e armée française à Saint-Soupplets, en vue de la bataille de l'Ourcq.

## Politique et administration

### Liste des maires
| Période                                  | Période                       | Identité             | Étiquette | Qualité |
| ---------------------------------------- | ----------------------------- | -------------------- | --------- | --- |
| Les données manquantes sont à compléter. |                               |                      |           | |
| mars 1959                                | avril 1980                    | André Vecten         |           | |
| avril 1980                               | mars 2001                     | Claude Maurice       | UDF-PR    | Agriculteur |
| mars 2001                                | janvier 2002                  | Triphonie Lecompte   |           | Démissionnaire |
| janvier 2002                             | avril 2014                    | Francis Delabarre    | UMP       | Contrôleur de gestion Président de la CC des Monts de la Goële (2008 → 2014) |
| avril 2014                               | En cours (au 2 décembre 2020) | Stéphane Devauchelle | UMP → LR  | Chargé des relations territoriales chez Aéroports de Paris Président de la CC des Monts de la Goële (2014 → 2016) Vice-président de la CA du Pays de Meaux (2017 → ) Réélu pour le mandat 2020-2026 |

### Sécurité
Gendarmerie Nationale.
Centre de secours et d'incendie.

## Équipements et services

### Eau et assainissement
L’organisation de la distribution de l’eau potable, de la collecte et du traitement des eaux usées et pluviales relève des communes. La loi NOTRe de 2015 a accru le rôle des EPCI à fiscalité propre en leur transférant cette compétence. Ce transfert devait en principe être effectif au 1er janvier 2020, mais la loi Ferrand-Fesneau du 3 août 2018 a introduit la possibilité d’un report de ce transfert au 1er janvier 2026,.

#### Assainissement des eaux usées
En 2020, la gestion du service d'assainissement collectif de la commune de Saint-Soupplets est assurée par  le CA du Pays de Meaux (CAPM) pour la collecte, le transport et la dépollution. Ce service est géré en délégation par une entreprise privée, dont le contrat arrive à échéance le 31 décembre 2029,,.
L’assainissement non collectif (ANC) désigne les installations individuelles de traitement des eaux domestiques qui ne sont pas desservies par un réseau public de collecte des eaux usées et qui doivent en conséquence traiter elles-mêmes leurs eaux usées avant de les rejeter dans le milieu naturel. Le CA du Pays de Meaux (CAPM) assure pour le compte de la commune le service public d'assainissement non collectif (SPANC), qui a pour mission de vérifier la bonne exécution des travaux de réalisation et de réhabilitation, ainsi que le bon fonctionnement et l’entretien des installations,.

#### Eau potable
En 2020, l'alimentation en eau potable est assurée par la commune qui en a délégué la gestion à la SAUR, dont le contrat expire le 31 décembre 2022,,.
Les nappes de Beauce et du Champigny sont classées en zone de répartition des eaux (ZRE), signifiant un déséquilibre entre les besoins en eau et la ressource disponible. Le changement climatique est susceptible d’aggraver ce déséquilibre. Ainsi afin de renforcer la garantie d’une distribution d’une eau de qualité en permanence sur le territoire du département, le troisième Plan départemental de l’eau signé, le 3 octobre 2017, contient un plan d’actions afin d’assurer avec priorisation la sécurisation de l’alimentation en eau potable des Seine-et-Marnais. A cette fin a été préparé et publié en décembre 2020 un schéma départemental d’alimentation en eau potable de secours dans lequel huit secteurs prioritaires sont définis. La commune fait partie du secteur Meaux.

## Population et société

### Démographie
L'évolution du nombre d'habitants est connue à travers les recensements de la population effectués dans la commune depuis 1793. Pour les communes de moins de 10 000 habitants, une enquête de recensement portant sur toute la population est réalisée tous les cinq ans, les populations de référence des années intermédiaires étant quant à elles estimées par interpolation ou extrapolation. Pour la commune, le premier recensement exhaustif entrant dans le cadre du nouveau dispositif a été réalisé en 2004.

En 2022, la commune comptait 3 586 habitants, en évolution de +10,27 % par rapport à 2016 (Seine-et-Marne : +3,92 %, France hors Mayotte : +2,11 %).
| 1793 | 1800 | 1806 | 1821 | 1831 | 1836 | 1841 | 1846 | 1851 |
| ---- | ---- | ---- | ---- | ---- | ---- | ---- | ---- | ---- |
| 810  | 820  | 735  | 820  | 870  | 818  | 828  | 778  | 748  |

| 1856 | 1861 | 1866 | 1872 | 1876 | 1881 | 1886 | 1891 | 1896 |
| ---- | ---- | ---- | ---- | ---- | ---- | ---- | ---- | ---- |
| 744  | 746  | 715  | 712  | 855  | 802  | 768  | 718  | 706  |

| 1901 | 1906 | 1911 | 1921 | 1926 | 1931 | 1936 | 1946 | 1954 |
| ---- | ---- | ---- | ---- | ---- | ---- | ---- | ---- | ---- |
| 738  | 719  | 681  | 572  | 597  | 599  | 633  | 650  | 693  |

| 1962 | 1968 | 1975  | 1982  | 1990  | 1999  | 2004  | 2006  | 2009  |
| ---- | ---- | ----- | ----- | ----- | ----- | ----- | ----- | ----- |
| 656  | 757  | 1 122 | 2 008 | 2 721 | 2 890 | 3 230 | 3 327 | 3 246 |

| 2014  | 2019  | 2022  | - | - | - | - | - | - |
| ----- | ----- | ----- | - | - | - | - | - | - |
| 3 253 | 3 224 | 3 586 | - | - | - | - | - | - |

## Économie

### Revenus de la population et fiscalité
En 2018, le nombre de ménages fiscaux de la commune était de 1 173 (dont 65 % imposés), représentant 3 155 personnes et la  médiane du revenu disponible par unité de consommation  de 24 360 euros.

### Emploi
En 2017 , le nombre total d’emplois dans la zone était de 1 600, occupant 1 566 actifs  résidants.
Le taux d'activité de la population (actifs ayant un emploi) âgée de 15 à 64 ans s'élevait à 74,5 % contre un taux de chômage de 6,3 %. 
Les 19,2 % d’inactifs se répartissent de la façon suivante : 9,9 % d’étudiants et stagiaires non rémunérés, 5,1 % de retraités ou préretraités et 4,1 % pour les autres inactifs.

### Secteurs d'activité

#### Entreprises et commerces
En 2019, le nombre d’unités légales et d’établissements (activités marchandes hors agriculture. ) par secteur d'activité était de 306 dont 33 dans l’industrie manufacturière, industries extractives et autres, 38 dans la construction, 121 dans le commerce de gros et de détail, transports, hébergement et restauration, 4 dans l’Information et communication, 7 dans les activités financières et d'assurance, 9 dans les activités immobilières, 50 dans les activités spécialisées, scientifiques et techniques et activités de services administratifs et de soutien, 18 dans l’administration publique, enseignement, santé humaine et action sociale et 26  étaient relatifs aux autres activités de services.
En 2020, 49 entreprises ont été créées sur le territoire de la commune, dont 29 individuelles.
Au 1er janvier 2021, la commune ne disposait pas d’hôtel et de terrain de camping.

### Agriculture
Saint-Soupplets est dans la petite région agricole dénommée la « Goële et Multien », regroupant deux petites régions naturelles, respectivement la Goële et le pays de Meaux (Multien). En 2010, l'orientation technico-économique de l'agriculture sur la commune est diverses cultures (hors céréales et oléoprotéagineux, fleurs et fruits).
Si la productivité agricole de la Seine-et-Marne se situe dans le peloton de tête des départements français, le département enregistre un double phénomène de disparition des terres cultivables (près de 2 000 ha par an dans les années 1980, moins dans les années 2000) et de réduction d'environ 30 % du nombre d'agriculteurs dans les années 2010. Cette tendance n'est pas confirmée au niveau de la commune qui voit le nombre d'exploitations rester constant entre 1988 et 2010. Parallèlement, la taille de ces exploitations augmente, passant de 139 ha en 1988 à 147 ha en 2010.
Le tableau ci-dessous présente les principales caractéristiques des exploitations agricoles de Saint-Soupplets, observées sur une période de 22 ans : 
|                                      | 1988  | 2000  | 2010  |
| ------------------------------------ | ----- | ----- | ----- |
| Dimension économique,                |       |       |       |
| Nombre d’exploitations (u)           | 8     | 8     | 8     |
| Travail (UTA)                        | 18    | 16    | 16    |
| Surface agricole utilisée (ha)       | 1 108 | 1 156 | 1 173 |
| Cultures                             |       |       |       |
| Terres labourables (ha)              | 1 100 | 1 153 | 1 172 |
| Céréales (ha)                        | 613   | 674   | 606   |
| dont blé tendre (ha)                 | 367   | 562   | 477   |
| dont maïs-grain et maïs-semence (ha) | 140   | 69    | s     |
| Tournesol (ha)                       | 0     |       |       |
| Colza et navette (ha)                | 106   | 95    | 121   |
| Élevage                              |       |       |       |
| Cheptel (UGBTA)                      | 0     | 56    | 25    |

## Culture locale et patrimoine

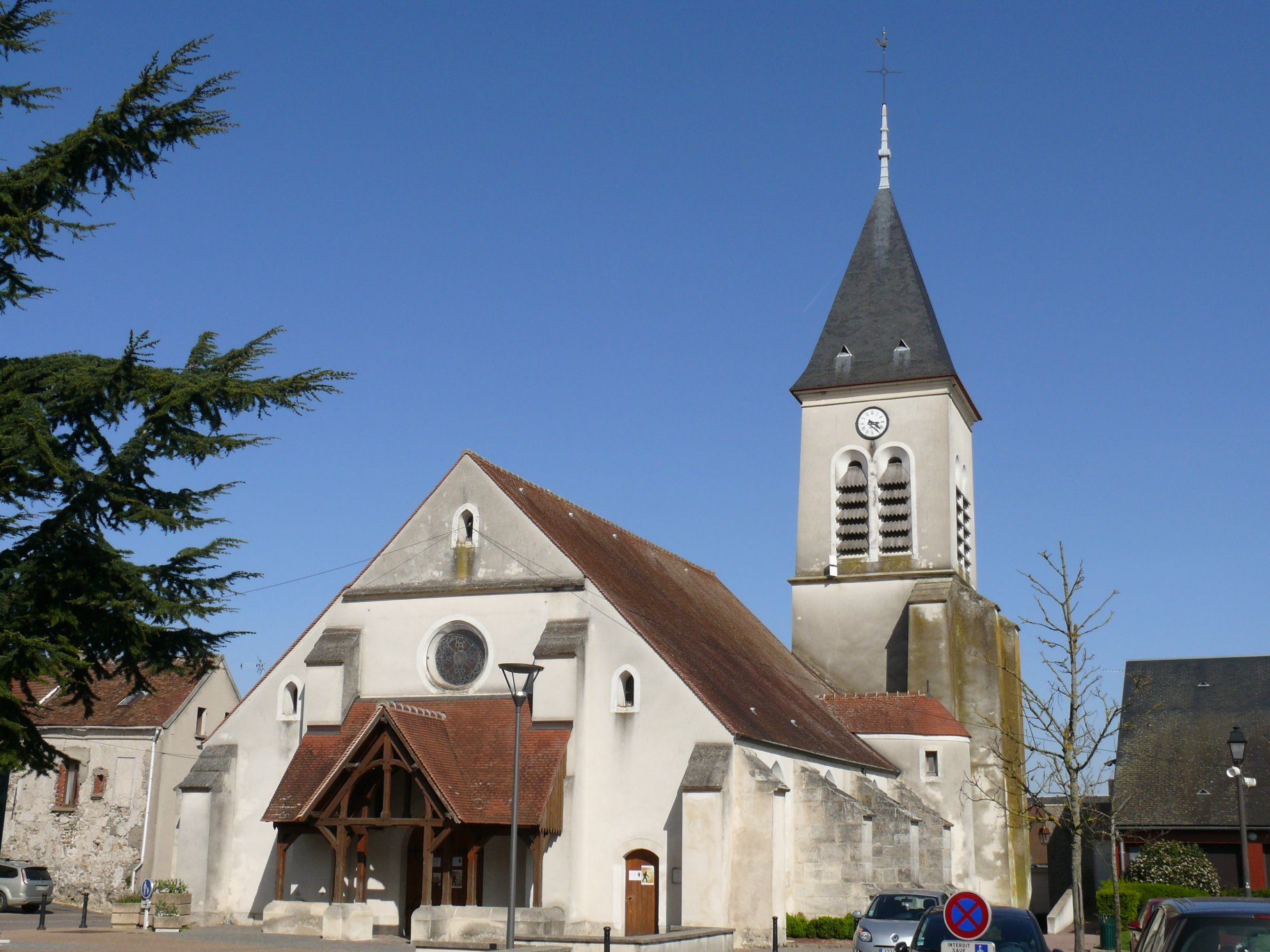
L'église Saint-Sulpice.

### Lieux et monuments
- Circuit de la bataille de la Marne ;
- L'église Saint-Sulpice de Saint-Soupplets.

### Héraldique
| Blason de Saint-Soupplets | Blason  | Parti d'azur à trois épis de blé d'or, celui du milieu feuillé du même, et d'argent à une tête de crosse d'or*, sommant le tout, au chef burelé d'azur et d'argent à trois fleurs de lys d'or brochant sur le burelé. |
| Blason de Saint-Soupplets | Détails | * Il y a là non-respect de la règle de contrariété des couleurs : ces armes sont fautives. Adopté en conseil municipal, enregistré auprès de la Commission nationale héraldique le 27 mai 1986.                       |